# Munich Re
Munich Re Group або Мюнхенська перестрахова компанія (нім. Münchener Rück; Münchener Rückversicherungs-Gesellschaft) — перестрахувальна компанія, що базується в Мюнхені, Німеччина. Це один з провідних перестраховиків у світі.  ERGO, дочірнє підприємство Munich Re, є основним страховим відділенням Групи. Акції Munich Re котируються на всіх німецьких фондових біржах та в електронній торговій системі Xetra. Munich Re включено до індексу DAX на Франкфуртській фондовій біржі, Euro Stoxx 50 та інших індексів.

## Історія
У 1880 Карл фон Тіме, виходець з Ерфурта, який був представником у Баварії страхової компанії свого батька Thuringia, заснував в Мюнхені Münchener Rückversicherungs-Gesellschaft разом з Вільгельмом фон Фінком (співвласником банку Merck Finck & Co.) і Теодором фон Крамер-Клетт. Після цього було засновано Allianz Versicherungs-Gesellschaft в 1890 р. у Берліні. Карл фон Тієме очолював Munich Re до 1921 року, а Вільгельм фон Фінк був головою наглядової ради до 1924 року. «Munich Re» став відомим після землетрусу в Сан-Франциско 1906 року як єдиний страховик, який залишився платоспроможним після виплати всіх вимог, загалом 15,5 млн. марок. 
Під час нацистської диктатури Munich Re отримав користь від антисемітських переслідувань. Єврейським клієнтам довелося передчасно анулювати страхування життя, що призвело до величезних прибутків для страхових компаній . Одночасно Munich Re могло придбати кілька об'єктів власності євреїв за цінами, нижчими від ринкових. Починаючи з 1940 року компанія була залучена до страхового бізнесу Allianz з СС: Munich Re служила перестрахувальною компанією за договорами страхування казарм та операцій в концтаборах та таборах знищення Освенцім, Бухенвальд, Дахау, Нойенгамме, Равенсбрюк, Заксенхаузен та Штуттоф.  Член наглядової ради Курт Шмітт приєднався до НСДАП та СС у 1933 р. і обійняв посаду міністра економіки Рейху на один рік.  У 1938 році він став генеральним директором Munich Re і залишався на цій посаді, поки американські військові органи не звільнили його з усіх посад в кінці війни.
У лютому 2010 року американський інвестор Воррен Баффет став найбільшим акціонером компанії Munich Re.  Станом на грудень 2015 року він скоротив свої пакети до менш ніж 3 %. 
У 2018 власний капітал компанії склав 26,5 млрд євро. Преміальний дохід групи за рік (валовий обсяг премій) склав 49,1 млрд. євро, а її консолідований результат склав 2275 млн. євро. 

## Структура

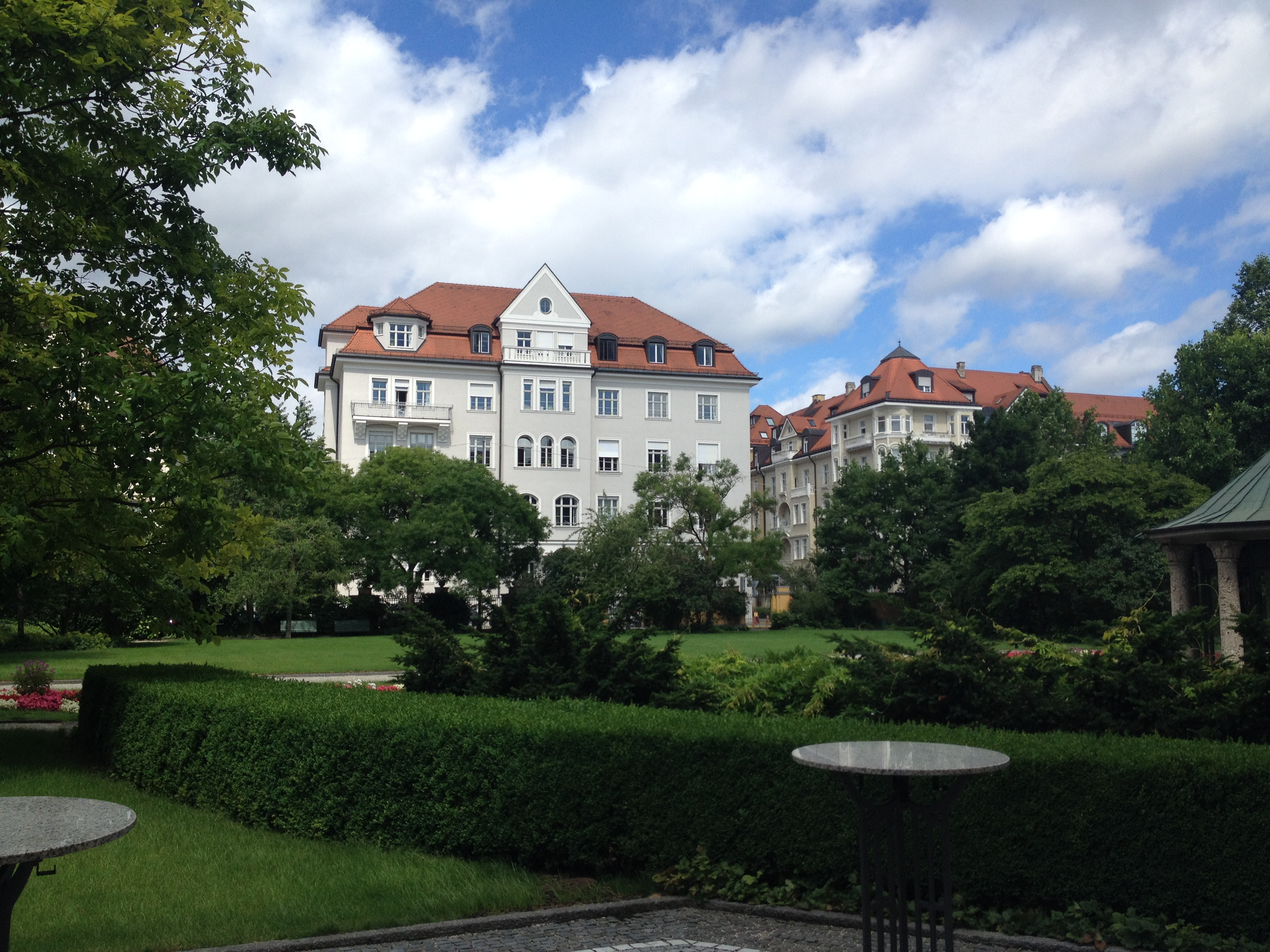
Вид Munich Re

Окрім перестрахування, Munich Re Group також здійснює первинний страховий бізнес через групу ERGO, а з 1999 року - управління активами через MEAG (MUNICH ERGO AssetManagement GmbH).

### Перестрахування
У Munich Re є клієнти (страхові компанії) по всьому світу. Він забезпечує частину ризику, який покривають ці страхові компанії, а також надає вичерпні поради щодо страхового бізнесу. На додаток до головного офісу Мюнхена, Munich Re має понад 50 підрозділів по всьому світу. Munich Re забезпечує перестрахування для життя, здоров'я, нещасних випадків, транспорту, авіації, космосу, пожежної та інженерної справи. У 2018 році валові премії, записані в сегменті перестрахування, склали близько 31,3 млрд. євро. 

### Первинне страхування - ERGO Group

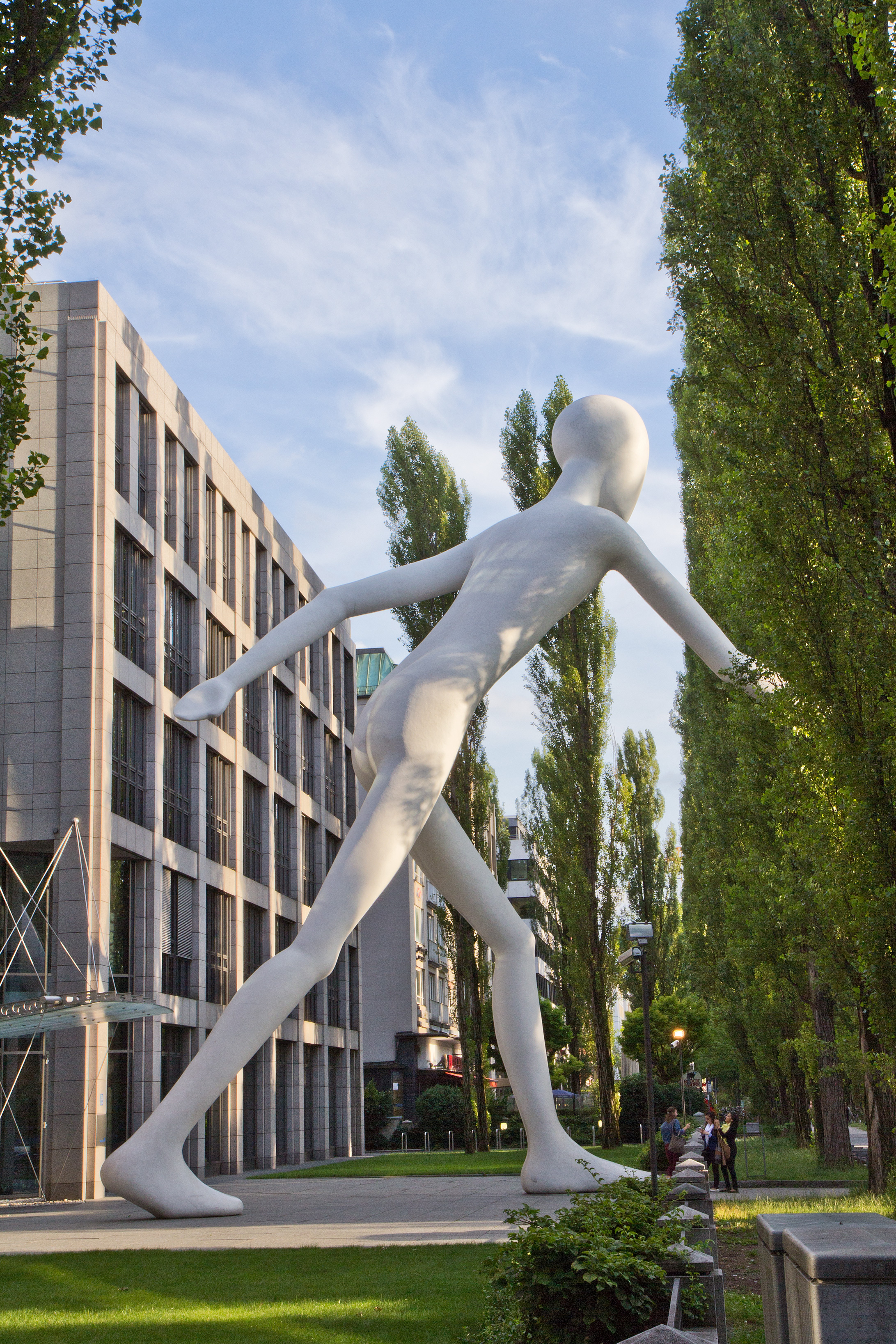
«Людина, що йде» Джонатана Борофського перед діловим приміщенням на Мюнхенській вулиці Леопольдштрассе

Основні страхові операції Munich Re в основному зосереджені в страховій групі ERGO. ERGO пише всі види страхування життя та здоров'я та більшість видів страхування майна та нещасних випадків. За межами Німеччини ERGO присутній у понад 30 країнах світу, обслуговуючи близько 35 мільйонів клієнтів. До складу групи ERGO входять страхові дочірні компанії DAS, DKV та Europäische Reiseversicherung AG, а також постачальник ІТ-послуг ITERGO . З валовою премією, складеною в 2018 році близько 17,8 млрд. євро, ERGO є однією з найбільших страхових компаній у Німеччині та Європі. 

### Управління активами
Заснована в 1999 році, MEAG MUNICH ERGO AssetManagement GmbH управляє активами Munich Re, ERGO та зовнішніх клієнтів. Їх мета - керувати та збільшувати інвестиції Munich Re та ERGO та третіх сторін. MEAG управляє глобальними інвестиціями Munich Re на суму 264 млрд. євро.

## Право власності
Зазначено, що вільний обіг становить майже 100%, з приблизно 236 000 акціонерами (червень 2019). 
Профіль акціонера: 
- Інституційні інвестори (80,0%)
- Приватні інвестори (20,0%)

Більшість акціонерів розташовані в Німеччині (близько 39,4%), за нею йдуть Північна Америка (24,9%), інші європейські країни (28,8%), Велика Британія (13,4%), інші країни (0,5%). 

### Дочірні компанії
- Мюнхенське перестрахування Америка (Munich Reinsurance America)
- Американська сучасна страхова група (American Modern Insurance Group)
- Хартфордська інспекційно-страхова компанія парового котла (Hartford Steam Boiler Inspection and Insurance Company)
- ТОВ «Мюнхенська перестрахова торгівля»

## Ключові показники
Рахунки, підготовлені згідно з МСФЗ .
| Рік                                | 2005   | 2006   | 2007   | 2008   | 2009   | 2010   | 2011   | 2012   | 2013   | 2014   | 2015   | 2016   | 2017   | 2018   |
| ---------------------------------- | ------ | ------ | ------ | ------ | ------ | ------ | ------ | ------ | ------ | ------ | ------ | ------ | ------ | ------ |
| Валова премія(€млрд)               | 38.2   | 37.4   | 37.3   | 37.8   | 41.4   | 45.5   | 49.5   | 52     | 51.1   | 48.8   | 50.4   | 48.9   | 49.1   | 49.1   |
| Операційний результат (€м)         | 4,156  | 5,877  | 5,573  | 3,834  | 4,721  | 3,978  | 1,180  | 5,350  | 4,409  | 4,027  | 4,819  | 4,025  | 1,241  | 3,725  |
| Податки з доходу (€м)              | 1,014  | 1,648  | 801    | 1,372  | 1,264  | 692    | -552   | 866    | -108   | 312    | -476   | -760   | 298    | -576   |
| Зведений результат (€м)            | 2,751  | 3,519  | 3,923  | 1,579  | 2,564  | 2,422  | 712    | 3,211  | 3,342  | 3,171  | 3,122  | 2,581  | 392    | 2,275  |
| Інвестиції (€млрд)                 | 177.2  | 176.9  | 176.2  | 174.9  | 182.2  | 193.1  | 201.7  | 213.8  | 202.2  | 218.9  | 217.6  | 221.8  | 217.6  | 216.9  |
| Технічні положення (€млрд)         | 154.0  | 153.9  | 152.4  | 157.2  | 163.9  | 171.1  | 181.2  | 186.1  | 187.7  | 198.4  | 198.5  | 202.2  | 205.8  | 208.3  |
| Власний капітал (€млрд)            | 24.3   | 26.3   | 25.3   | 21.1   | 22.3   | 23.0   | 23.3   | 27.4   | 26.2   | 30.3   | 31.0   | 31.8   | 28.2   | 26.5   |
| Дохід на акціонерний капітал (%)   | 12.5   | 14.1   | 15.3   | 7.0    | 11.8   | 10.4   | 3.3    | 12.6   | 12.5   | 11.3   | 10.0   | 8.1    | 1.3    | 8.4    |
| Кількість працівників на 31 грудня | 37,953 | 37,210 | 38,634 | 44,209 | 47,249 | 46,915 | 47,206 | 45,437 | 44,665 | 43,316 | 43,554 | 45,437 | 42,410 | 41,410 |

## Фонд Munich Re
Фонд Munich Re Foundation - благодійна організація, яку заснував Munich Re; фонд розпочав свою роботу 7 квітня 2005 року.
Фонд оснащений капіталом у 50 мільйонів євро і працює переважно в нових індустріальних країнах та країнах, що розвиваються. Основними темами фонду є:
- Екологічні та кліматичні зміни
- Мікрострахування та зменшення бідності
- Вода як ресурс та фактор ризику
- Запобігання катастрофам.

Першочерговим завданням фонду є розробка рішень для людей, які перебувають у групі ризику. Тому знання експертів Munich Re повинні бути втілені у життя. Отже, робочим девізом фонду є «Munich Re Foundation - від знань до дії». Основна діяльність фонду зосереджена на чотирьох сферах: накопичення та впровадження знань, роз'яснення та сенсибілізація, мережа експертів, а також пряма допомога та підтримка місцевих проектів.
Фонд співпрацює з місцевими, національними та міжнародними партнерами. Більшість проектів вкладаються в глобальні рамки. Оскільки адаптація до клімату та змін навколишнього середовища набагато складніша для бідніших країн, основна увага фонду спрямована насамперед на людей у країнах, що розвиваються.

## Мюнхенська колекція мистецтв Re
Історія Мюнхенської колекції мистецтв Re   починається із заснування компанії Карлом фон Тіме, який доручив художникам, таким як Рейнгольд Макс Айхлер та Фріц Ерлер, прикрасити нову штаб-квартиру компанії, побудовану на мюнхенській вулиці Кенігінштрассе в 1912-13 роках. Колекція була орієнтована на сучасне мистецтво, яке з самого початку впродовж десятиліть послідовно розширювалось роботами важливих художників. Він включає роботи Рудольфа Беллінґа,  Барбари Хепворт,  Руппрехта Гейгера  («Увігнутий округлий», 1973), Норберта Крике  та Йозефа Бойса .
Покупки колекції зросли з середини 1990-х. Ходячий чоловік Джонатана Борофського стоїть біля будівлі Мюнхенського університету на Леопольдштрассе з 1995 року і з тих пір став символом Мюнхена. Скульптури та інсталяції з колекції Мюнхенського мистецтва Re таких художників, як Олафур Еліассон ( «Світлова завіса» [Архівовано 11 лютого 2017 у Wayback Machine.], 2002) та Роксі Пейн ( «Невідповідність» [Архівовано 31 травня 2019 у Wayback Machine.], 2011), також знаходяться у громадських місцях.
Такі художники, як Анжела Буллок,  Кіт Соньє  та Джеймс Туррелл , спроектували світлові інсталяції для розгалуженої мережі підземних ходів, що зв’язують будівлі компанії в м. Швабінг, Мюнхен.

Колекція, яка наразі налічує понад 3000 робіт, постійно поповнюється і демонструється в офісах компанії в Мюнхені. Співробітники можуть також позичати художні твори з колекції для демонстрації у своїх офісах. Окрім всесвітньо відомих митців, таких як Дженні Хольцер  Енді Хоуп 1930  та Вольфганг Тілманс  колекція також придбає роботи майстрів, що прибувають. Офіси на Berliner Strasse, спроектовані архітектурною практикою Зауербруха Хаттона, проводять регулярно мінливі виставки сучасного мистецтва. 

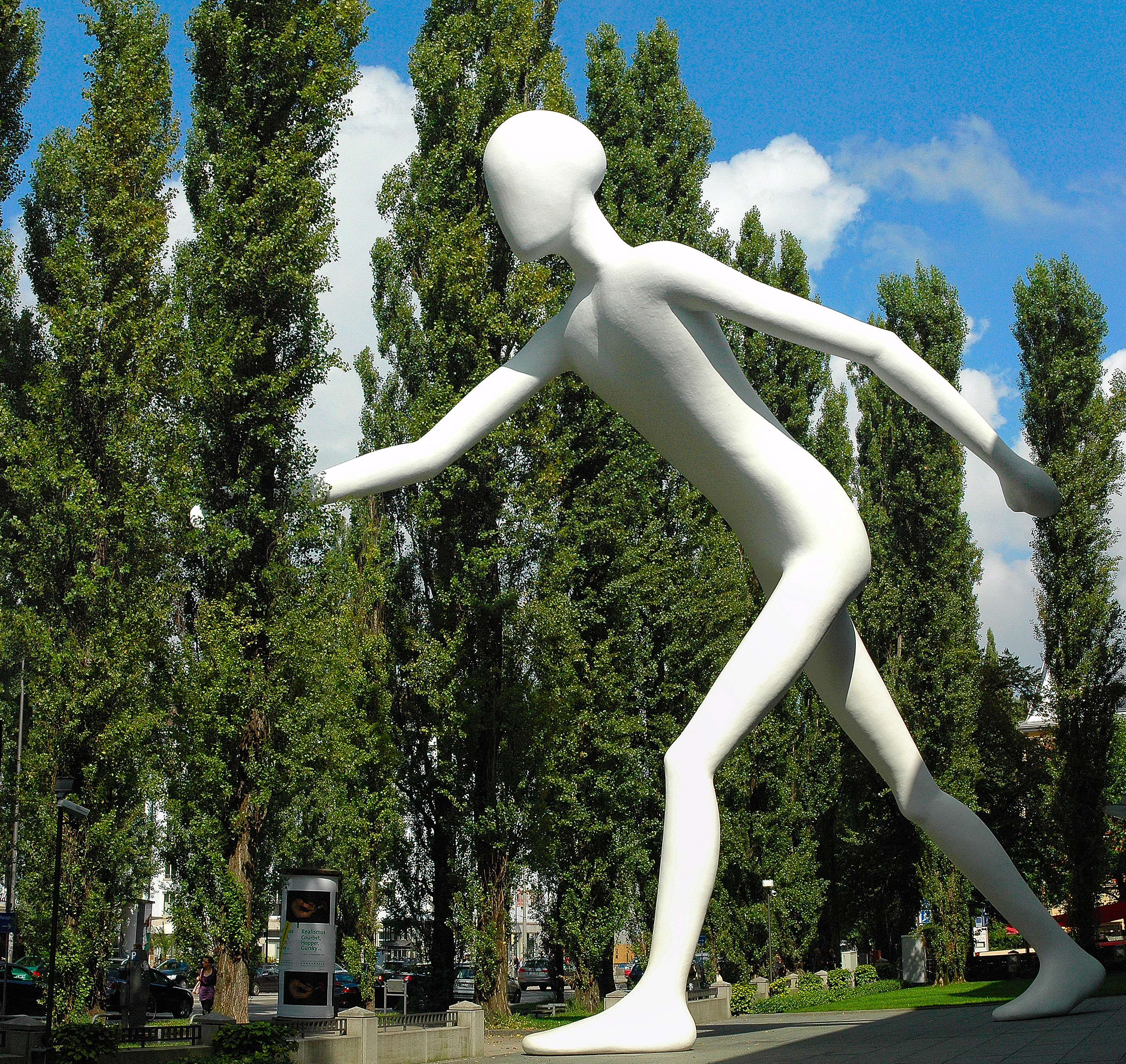
Джонатан Борофскі: Людина, що йде (1995)
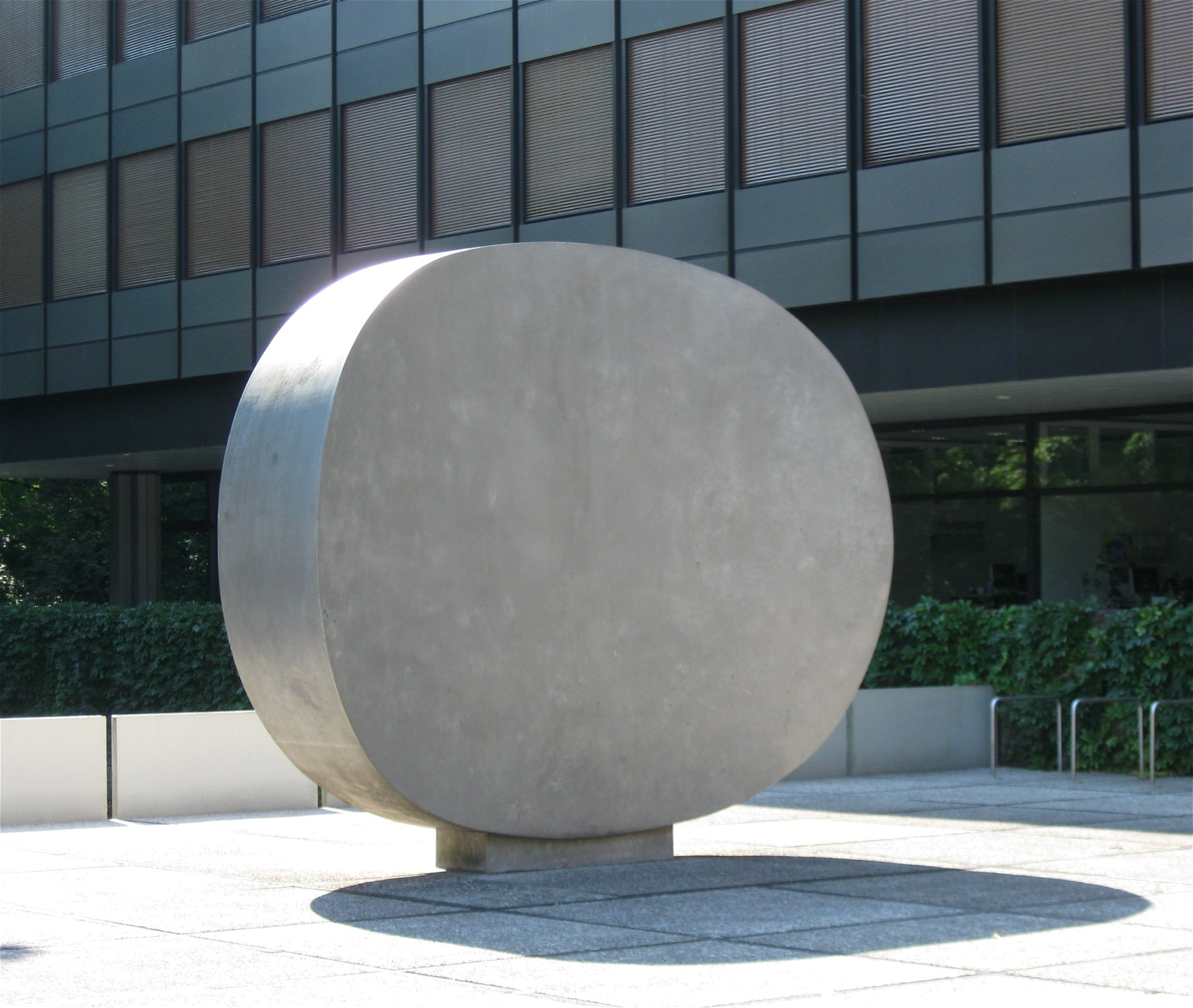
Руппрехт Гейгер: Увігнутий округлий (1973)
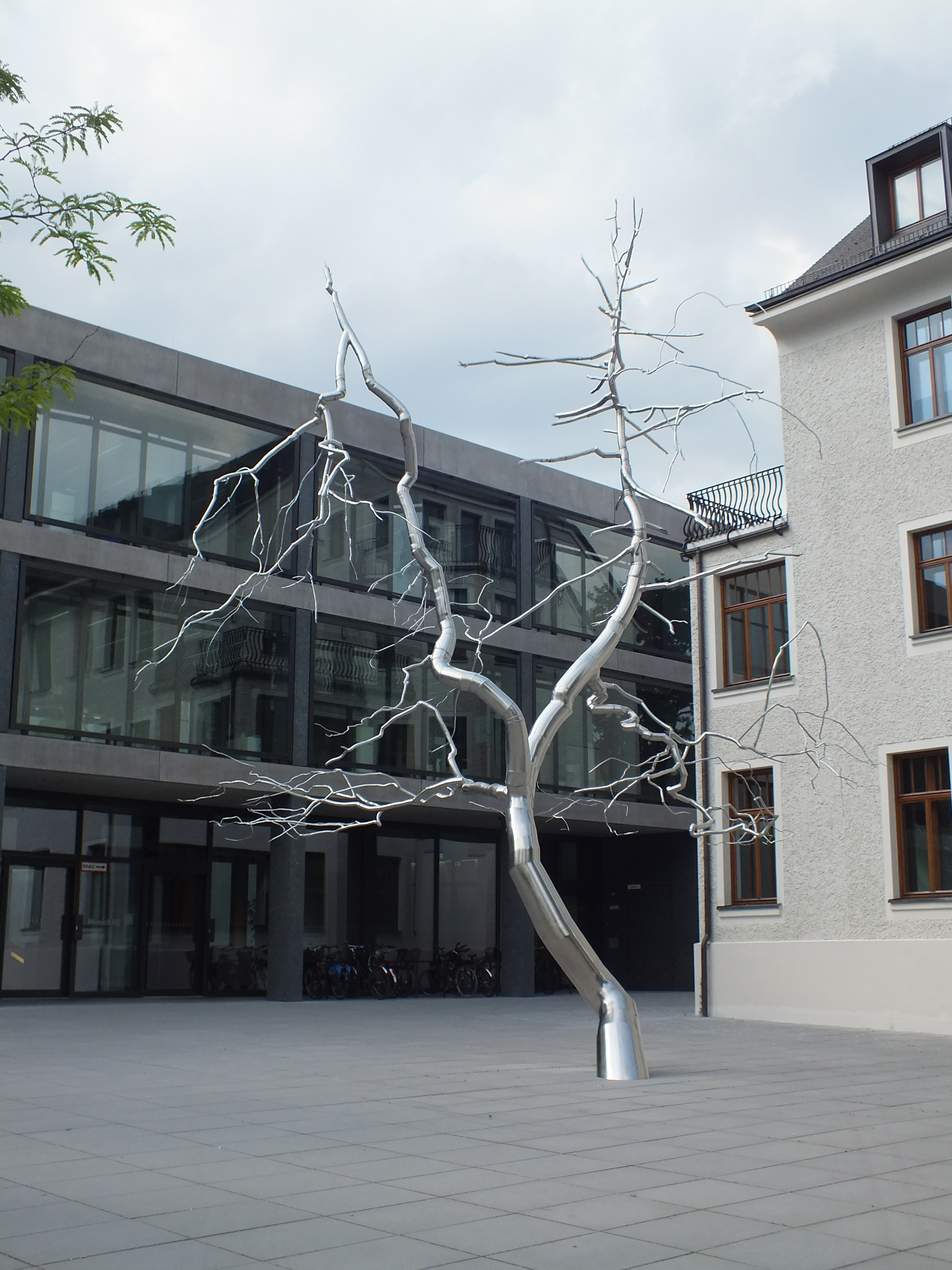
Роксі Пейн: Невідповідність (2011)

## Інвестиції
У жовтні 2019 року Munich Re інвестувала 250 мільйонів доларів у компанію Next Insurance Inc. в рамках фінансування, яке оцінило постачальника страхових послуг для малого бізнесу в понад 1 мільярд доларів. 